# Charles James Fox
Charles James Fox (Westminster, 24 gennaio 1749 – Chiswick, 13 settembre 1806) è stato un politico britannico.

## Biografia
Fu uno dei principali esponenti dei Whig. Noto per le sue posizioni antischiaviste, era anche un sostenitore della causa indipendentista statunitense e della Rivoluzione francese. Entrò a far parte di numerosi gabinetti governativi, rivestendo posizioni di rilievo, tra le quali quella di Segretario di Stato per gli affari esteri. In seguito a una sfida a duello, divenne molto amico dell'avvocato scozzese William Adam.
Alla morte, nel gennaio 1806, di William Pitt, storico nemico della Repubblica francese, Fox divenne il nuovo capo del governo. Fox era notoriamente favorevole alla Francia e ancor di recente non aveva nascosto la propria stima per Bonaparte. Vi erano dunque i margini per avviare una trattativa, ma questa venne prima frenata dalla sospettosità della Prussia, preoccupata dall'evenienza che l'Hannover, terra d'origine della casa regnante inglese, potesse essere restituito all'Inghilterra e poi fatta franare dall'improvvisa morte, nel mese di settembre, proprio di Fox. La morte di Fox dette il via libera anche da parte inglese all'offensiva russo-prussiana che diede inizio alla guerra della quarta coalizione.

## Ascendenza
|                                     |                                    |                                                     | Genitori                            |  |  | Nonni |  |  | Bisnonni    |  |  | Trisnonni  |  |
|                                     |                                    |                                                     |                                     |  |  |       |  |  | William Fox |  |  | Robert Fox |  |
|                                     |                                    |                                                     |                                     |  |  |       |  |  | William Fox |  |  | Robert Fox |  |
|                                     |                                    | …                                                   |                                     |  |  |       |  |  | William Fox |  |  |            |  |
| Stephen Fox                         |                                    |                                                     |                                     |  |  |       |  |  | William Fox |  |  |            |  |
|                                     |                                    | Elizabeth Pavey                                     | Thomas Pavey                        |  |  |       |  |  |             |  |  |            |  |
|                                     |                                    | Elizabeth Pavey                                     | Thomas Pavey                        |  |  |       |  |  |             |  |  |            |  |
|                                     |                                    | Elizabeth Pavey                                     | Margerie Newman                     |  |  |       |  |  |             |  |  |            |  |
| Henry Fox, I barone Holland         |                                    | Elizabeth Pavey                                     |                                     |  |  |       |  |  |             |  |  |            |  |
|                                     |                                    | Francis Hope                                        | …                                   |  |  |       |  |  |             |  |  |            |  |
|                                     |                                    | Francis Hope                                        | …                                   |  |  |       |  |  |             |  |  |            |  |
|                                     |                                    | Francis Hope                                        | …                                   |  |  |       |  |  |             |  |  |            |  |
| Christiana Hope                     |                                    | Francis Hope                                        |                                     |  |  |       |  |  |             |  |  |            |  |
|                                     |                                    | Christine Palfeyman                                 | …                                   |  |  |       |  |  |             |  |  |            |  |
|                                     |                                    | Christine Palfeyman                                 | …                                   |  |  |       |  |  |             |  |  |            |  |
|                                     |                                    | Christine Palfeyman                                 | …                                   |  |  |       |  |  |             |  |  |            |  |
| Charles James Fox                   |                                    | Christine Palfeyman                                 |                                     |  |  |       |  |  |             |  |  |            |  |
|                                     | Charles Lennox, I duca di Richmond | Charles II, re d'Inghilterra, di Scozia e d'Irlanda |                                     |  |  |       |  |  |             |  |  |            |  |
|                                     | Charles Lennox, I duca di Richmond | Charles II, re d'Inghilterra, di Scozia e d'Irlanda |                                     |  |  |       |  |  |             |  |  |            |  |
|                                     | Charles Lennox, I duca di Richmond | Louise Renée de Penancoët de Kérouaille             |                                     |  |  |       |  |  |             |  |  |            |  |
| Charles Lennox, II duca di Richmond | Charles Lennox, I duca di Richmond |                                                     |                                     |  |  |       |  |  |             |  |  |            |  |
|                                     |                                    | Anne Brudenell                                      | Francis Brudenell, barone Brudenell |  |  |       |  |  |             |  |  |            |  |
|                                     |                                    | Anne Brudenell                                      | Francis Brudenell, barone Brudenell |  |  |       |  |  |             |  |  |            |  |
|                                     |                                    | Anne Brudenell                                      | Frances Savile                      |  |  |       |  |  |             |  |  |            |  |
| Georgiana Carolina Lennox           |                                    | Anne Brudenell                                      |                                     |  |  |       |  |  |             |  |  |            |  |
|                                     |                                    | William Cadogan, I conte Cadogan                    | Henry Cadogan                       |  |  |       |  |  |             |  |  |            |  |
|                                     |                                    | William Cadogan, I conte Cadogan                    | Henry Cadogan                       |  |  |       |  |  |             |  |  |            |  |
|                                     |                                    | William Cadogan, I conte Cadogan                    | Bridget Waller                      |  |  |       |  |  |             |  |  |            |  |
| Sarah Cadogan                       |                                    | William Cadogan, I conte Cadogan                    |                                     |  |  |       |  |  |             |  |  |            |  |
|                                     |                                    | Margaretta Cecilia Munter                           | Jan Munter                          |  |  |       |  |  |             |  |  |            |  |
|                                     |                                    | Margaretta Cecilia Munter                           | Jan Munter                          |  |  |       |  |  |             |  |  |            |  |
|                                     |                                    | Margaretta Cecilia Munter                           | Margaretha Trip                     |  |  |       |  |  |             |  |  |            |  |
|                                     |                                    | Margaretta Cecilia Munter                           |                                     |  |  |       |  |  |             |  |  |            |  |